# Gentil-Bernard
Pour les articles homonymes, voir Bernard.
Œuvres principales
- L'Art d’aimer (1775)
- Castor et Pollux (1737)

Compléments
- Membre de la Société du Caveau

Pierre-Joseph Bernard, né à Grenoble le 26 août 1708 et mort à Choisy-le-Roi le 1er novembre 1775, est un poète, goguettier et dramaturge français généralement connu sous le surnom de Gentil-Bernard que lui donna Voltaire.
Il était membre de la Société du Caveau, célèbre goguette parisienne.

## Biographie

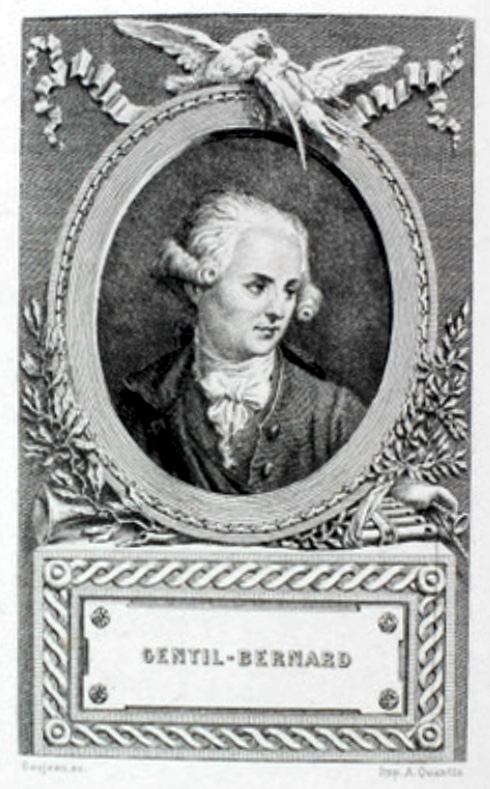
Gentil-Bernard

Fils d'un sculpteur de Grenoble, Pierre-Joseph Bernard fit ses études chez les Jésuites de Lyon puis devint, pendant deux ans, clerc chez un procureur à Paris. Il s'enrôla et prit part aux campagnes de 1733-1734, comme secrétaire du général marquis de Pezay, puis du vieux maréchal de Coigny qui commandait l'armée d'Italie. Il se distingua particulièrement aux batailles de San Pietro et de Guastalla et, dans les moments de repos, s'occupait à rimer. Le maréchal le remarqua et se l'attacha comme secrétaire, mais sans lui montrer autrement de bienveillance – il ne l'admettait pas à sa table – et à la condition qu'il renonçât à la poésie.
Vers 1736, Bernard se fit pourtant connaître par de petits vers publiés dans l’Almanach des Muses (Épître à Claudine, Hymne à la Rose…) En 1737, il donna Castor et Pollux, d'après la tragédie lyrique de Philippe Quinault, opéra qui eut un grand succès, sur une musique de Jean-Philippe Rameau. Madame de Pompadour, dédicataire de l'ouvrage, fit nommer l'auteur bibliothécaire du cabinet de Sa Majesté au château de Choisy, sinécure qui rapportait 30 000 livres par an.
Par ailleurs, le maréchal, à l'approche de la mort, recommanda vivement Bernard à son fils, le duc de Coigny, qui le fit nommer en 1740 secrétaire général des dragons, place à laquelle étaient attachés les appointements considérables de 20 000 livres par an. Le 27 mai 1740, Voltaire félicita de cette bonne fortune celui qu'il appelait alors le « secrétaire de l'amour », car Bernard avait commencé de composer son Art d'aimer.
Désormais fort riche, Bernard se lança dans une vie de plaisir et de débauche. Membre de la première et deuxième Société du Caveau, protégé par Voltaire, qui lui donna son surnom de Gentil-Bernard, fêté dans la meilleure société, il aimait à faire bonne chère, mais les excès de table minèrent sa santé. En 1771, il sombra dans une sorte de gâtisme où il végéta cinq ans. Selon son ami Bernard-Joseph Saurin, il :
Ne fut plus qu'un fantôme errant,
Qu'une ombre vaine qui respire.
Il mourut enfin à Choisy le 1er novembre 1775.
On a de lui des épîtres, des odes et des chansons, et L'art d'aimer, poème licencieux, auquel il travailla trente ans, et qui ne parut que peu avant la mort de l'auteur, et qui jouit d'une grande réputation tant qu'il ne fut pas publié et que l'auteur se bornait à en lire des passages dans les salons. Jean-François de La Harpe juge l'ouvrage « fort médiocre » et y voit « beaucoup de vers ingénieux et pas un morceau où l'on trouve la verve du poète ni la sensibilité de l'homme ». Jean-Pierre Guicciardi écrit, dans les Mémoires de Marmontel, que Voltaire plaçait L’Art d'aimer de Gentil-Bernard bien au-dessus de celui d'Ovide mais, dans une lettre à Saint-Lambert du 1er septembre 1773, il note, après avoir lu le manuscrit, que : « Ce pauvre Bernard était bien sage de ne pas publier son poème. C’est un mélange de sable et de brins de paille, avec quelques diamants bien taillés. » Et, dans une lettre à Madame du Deffand, il écrit : « J’ai lu il n’y a pas si longtemps L’Art d’aimer de Bernard. C’est un des plus ennuyeux poèmes qu’on ait jamais faits. Cependant il y a dans ce long poème une trentaine de vers admirables et dignes d’être éternels comme le sujet du poème le sera. »
D'après le prince de Ligne, Bernard n'était gentil « ni de figure, ni de manière, ni d'esprit » mais était « un grand, assez gros, beau, brun, aimable, facile, complaisant, homme de bonne compagnie, aimé de tout le monde, ne faisant ni esprit ni compliments, bien gourmand et lisant à merveille son Art d'aimer ».

## Présentation par Voltaire
Dans ce pays, trois Bernards sont connus ;

L'un est ce Saint, ambitieux reclus, (Saint Bernard de Clairvaux)

Prêcheur adroit, fabricateur d'oracles. 

L'autre Bernard est l'enfant de Plutus, (le richissime financier Samuel Bernard)

Bien plus grand Saint, faisant plus grands miracles ;

Et le troisième est l'enfant de Phébus ;

Gentil Bernard, dont la muse féconde

Doit faire encor les délices du monde,

Quand des premiers on ne parlera plus.

## Œuvres

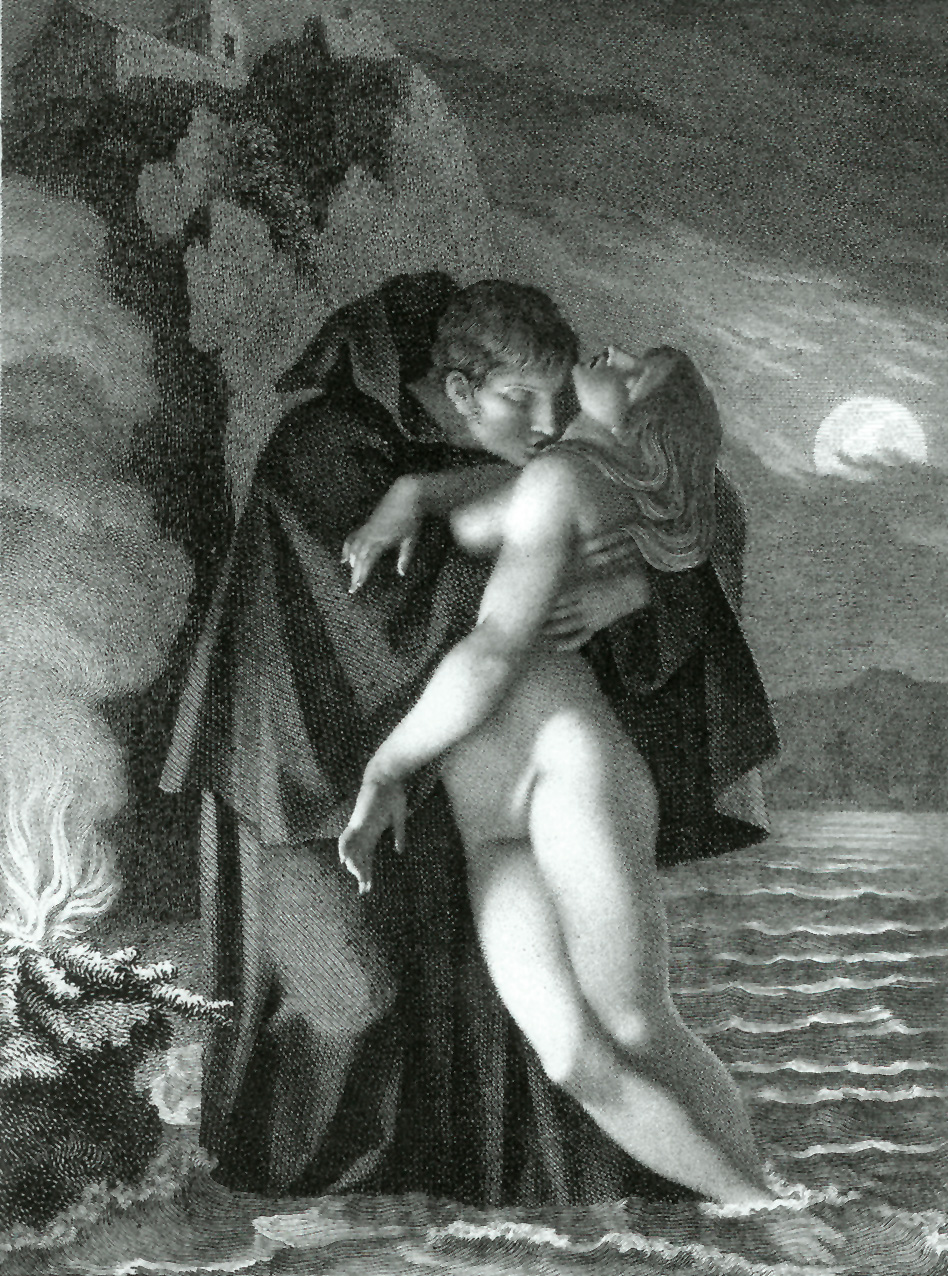
Illustration de Phrosine et Mélodore par Pierre-Paul Prud'hon.

Les Œuvres de Gentil-Bernard ont été recueillies en 1776, 1 volume in-8, et réimprimées avec additions en 1803, 2 volumes in-8.
- Castor et Pollux, tragédie lyrique, musique de Jean-Philippe Rameau, représentée pour la première fois le 24 octobre 1737.
- Madrigal aux muses (mis en musique par Albert Roussel en 1923)
- Les Surprises de l'amour, opéra-ballet en un prologue et 2 actes, musique de Jean-Philippe Rameau, représenté pour la première fois le 29 octobre 1748 puis repris, profondément remanié, le 31 mai 1757.
- Callirhoé, avec André Destouches, Jean-Philippe Rameau et Antoine Houdar de La Motte
- Phrosine et Mélidore, poème en 4 chants, 1772.
- Les Heureux Malheurs, ou Adélaïde de Wolver, 1773.
- L'Art d'aimer, poème en 3 chants, 1775.

## Sources partielles
- Marie-Nicolas Bouillet  et Alexis Chassang (dir.), « Gentil-Bernard » dans Dictionnaire universel d’histoire et de géographie, 1878 (lire sur Wikisource)
- « Gentil-Bernard (Pierre-Joseph Bernard, dit) », dans Pierre Larousse, Grand dictionnaire universel du XIXe siècle, Paris, Administration du grand dictionnaire universel, 15 vol., 1863-1890 [détail des éditions].